# 永升
永升（亞洲）有限公司（簡稱永升或永升亞洲）是香港一間曾經申請免費電視牌照的公司，2015年1月9日成立，2015年4月15日向通訊事務管理局遞交免費電視牌照申請，但在2017年9月成功入股入主有線寬頻後已撤回免費電視牌照申請。

## 組織
永升（亞洲）有限公司由遠東發展主席邱達昌於2015年1月牽頭成立，當時以私人名義佔股41.1%，為大股東，其餘3名股東分別為富力地產創辦人兼董事長李思廉、美高梅中國聯席董事長何超瓊和弘毅投資，均以英屬維爾京群島註冊的公司持有股份。

## 歷史
2015年4月21日晚上7時許，邱達昌以「亞洲電視之父邱德根之子」名義發放新聞稿，表示其家族（邱德根家族）參與娛樂及媒體行業逾半世紀，其父邱德根掌管亞洲電視期間是唯一一位將財政轉虧為盈的投資者，成為一代電視傳奇；至近年新興媒體的出現令到傳統免費電視節目的觀眾流失，特別是年青一輩，認為免費電視業發展需要變化及更新；因此將會建立新電視台，提供適合不同年齡組別觀眾的資訊及娛樂節目，重建香港市民觀賞免費電視的興趣，成為一個香港人愛戴及世界級的電視台。
根據香港報章引述，永升（亞洲）有限公司於同年4月15日向香港特別行政區政府通訊事務管理局遞表申請免費電視牌照，消息獲商務及經濟發展局確認為「已經知悉事件」，「正審核申請人所提交的申請文件，並且將會根據《廣播條例》的相關條文和既定程序處理有關申請」。邱達昌表示，計劃於未來6年投資32億港元在硬件及節目製作上，當中包含多元化節目的中文及英文台和提供適時及準確消息的24小時新聞台。
2015年8月20日，永升（亞洲）有限公司表示，預計在開台首6年斥資超過41億元用作節目製作的基本開支及其他營運開支。新投資額因計及期內的營運開支而增加，而永升原計劃申請更多頻譜，但隨着政府決定將原屬亞視頻譜分配予李澤楷的香港電視娛樂，預計可獲分的頻譜減少，所以決定不推「24小時新聞台」，以「新亞體育台」取代之。
2016年9月，永升（亞洲）有限公司向通訊事務管理局要求暫緩處理免費電視牌照申請並獲得通過，但當局要到2017年2月才披露消息。
2017年3月11日，邱達昌表示，永升已恢復申請牌照。
2017年4月20日，有線寬頻宣布以每三股供五股，發行33.53億新股，每股0.21港元，集資7.04億港元，有線大股東九龍倉將不會參與今次供股，持股量由73.8%降至6.76%，永升將擔任供股包銷商。計及貸款資本化後，永升於將最多佔有線54.02%股權，成為大股東。亦因此項交易，永升再次向通訊事務管理局要求暫緩處理免費電視牌照申請並獲得通過。
2017年4月22日，邱達昌表示，永升入主有線寬頻後，將會放棄現有免費電視牌照的申請。
2017年7月20日，通訊事務管理局原則上批准永升入股有線寬頻；通訊局信納永升成為香港有線電視及奇妙電視（今有線寬頻開電視）的新投資者後，將符合《廣播條例》及相關電視廣播牌照的各項規管要求。意味着永升將會放棄現有免費電視牌照的申請。
2017年9月12日，通訊事務管理局正式批准永升入股有線寬頻。
2021年11月，新世界主席鄭家純控制的公司Celestial Pioneer Limited以總代價分別為1.48億元及6,090萬元，向遠東發展主席邱達昌及富力地產主席李思廉收購持有的永升權益，計及鄭家純手上及周大福企業持股，持有永升股權升至86%。

## 公司架構
- 股東（截至2022年12月）[15][16][17]
  - 鄭家純（透過 Celestial Pioneer Limited 持股72%）
  - 趙令歡（透過Expand Ocean Limited持股14%）
  - 周大福企業（透過 Celestial Channel Limited 持股14%）
- 董事局主席：鄭家純
- 董事局副主席：邱達昌